# Сибомана, Адриен
Адрие́н Сибома́на (рунди и фр. Adrien Sibomana; род. 4 сентября 1953) — премьер-министр Бурунди с 19 октября 1988 по 10 июля 1993.

## Биография
Родился в провинции Мурамвья, представитель этнической группы хуту.
Окончил Университет Бурунди, по специальности — физик и математик. Член партии «Союз за национальный прогресс» (УПРОНА).
С октября 1982 по 3 сентября 1987 года — заместитель председателя Национального собрания. С января 1983 года председатель Общества дружбы «Бурунди — СССР».

19 сентября 1987 по 19 октября 1988 года губернатор провинции Мурамвья.

С сентября 1988 года — заместитель председателя Национальной консультативной комиссии по вопросам национального единства.
19 октября 1988 — 10 июля 1993 года премьер-министр и министр планирования.
После гражданской войны работал в бурундийских сельскохозяйственных организациях.